# 浅田稔
浅田 稔（あさだ みのる、1953年〈昭和28年〉10月1日 - ）は、日本のロボット研究者。大阪大学工学博士、同大学名誉教授。認知発達ロボティクスを推進し、北野宏明や松原仁らとともにロボカップを創立。赤ちゃんロボットやレオナルド・ダ・ヴィンチを模したアンドロイドでも知られる。文部科学大臣賞、第5回立石賞受賞者。IEEE LIFE Fellow、日本ロボット学会名誉会員。
大阪大学大学院工学研究科知能・機能創成工学専攻教授、同大学先導的学際研究機構システム知能学部門長を経て、同大学特任教授、大阪国際工科専門職大学副学長を歴任。JSTERATO浅田共創知能システムプロジェクト総括、情報通信研究機構脳情報通信融合研究センター（NICT CiNet）PI、ロボカップ国際委員会プレジデント、日本ロボット学会会長、日本赤ちゃん学会理事なども務めた。

## 来歴・人物

### 生い立ち
1953年、滋賀県出身。手塚治虫の『火の鳥』を読み、影響を受ける。

### 大阪大学基礎工学部時代
大阪大学基礎工学部制御工学科を1977年3月に卒業。大学院に進学し、1979年に修士課程を修了、1982年に博士後期課程修了、工学博士。この時点で既婚、2児の父。同年4月、基礎工学部制御工学科助手に着任。この間、辻三郎のもとでコンピュータビジョンの研究に取り組み、線画や3次元運動の解釈、運動の表現などを実現させる。1986年8月から翌年10月まで、メリーランド大学客員研究員。

### 大阪大学工学部・工学研究科時代
1988年3月、大阪大学工学部電子制御機械工学科の講師に就任し、翌年に助教授。ここでは教授の白井良明のもとでコンピュータビジョン、ロボット研究に従事。1995年には教授に昇進。1997年には大学院重点化により、同大学院工学研究科知能・機能創成工学専攻教授。
この間、1994年に石黒浩や國吉康夫らと「けいはんな社会的知能発生学研究会」を設立。また、北野宏明や松原仁らとロボカップを構想し、1996年にプレ大会、1997年に第1回大会を開催（#解説のロボカップ関係の文献参照）。浅田の研究室からも、チーム「Trakies」が出場した。
2005年から科学技術振興機構（JST）ERATO「浅田共創知能システムプロジェクト」研究総括。歩行を学習する子供のヒューマノイドロボット「CB2」を開発。人間とロボットとの共創都市「ロボシティ」も提唱した。赤ちゃんロボットも開発し、認知発達ロボティクスの第一人者として活動する。2011年に情報通信研究機構と大阪大学が設立した「脳情報通信融合研究センター」にも籍を置く。
2013年には浅田が指導する大阪大学と大阪工業大学の合同チームがロボカップヒューマノイドリーグアダルトサイズで優勝。2015年にはレオナルド・ダ・ヴィンチ型のアンドロイドを開発し、イタリアにも出展した。2017年4月より、大阪大学先導的学際研究機構システム知能学部門で部門長を務める。

### 大阪大学定年後
2019年3月で大阪大学を定年退職。同年4月からは同大学先導的学際研究機構附属共生知能システム研究センターにおいて、特任教授として研究を継続。また、同時に日本ロボット学会の会長にも就任（任期は2019-2020年度）。大阪大学名誉教授。さらに2021年4月開学の大阪国際工科専門職大学で副学長に就任。2024年現在、大阪大学 特任教授、中部大学創発学術員客員教授、情報通信研究機構脳情報通信融合研究センター（NICT CiNet）PIを兼任。

## 主な受賞歴
- 1989年 - 情報処理学会研究賞[1]
- 1992年 - IEEE/RSJ IROS Best Paper Award[1]
- 1996年 - 日本ロボット学会 第10回論文賞[43][注釈 1]
- 1999年 - 日本機械学会ロボティクス・メカトロニクス部門 部門貢献表彰[44]
- 2001年 - 日本機械学会ロボティクス・メカトロニクス部門 部門学術業績賞[45]
- 2001年 - 文部科学大臣賞（科学技術普及啓発功績者の表彰）[27]
- 2006年 - 科学技術への顕著な貢献「ナイスステップな研究者」（イノベーション部門）選定（北野宏明、石黒周との共同受賞）[46]
- 2007年 - 第16回大川出版賞（『ロボット・インテリジェンス』、國吉康夫との共同受賞）[47]
- 2008年 - グッドデザイン賞（コミュニケーション発話知能ロボット [Vo-Cal]）[48][注釈 2]
- 2009年 - 日本ロボット学会 第23回論文賞[49][注釈 3]
- 2013年 - 第17回ロボカップ世界大会ヒューマノイドリーグアダルトサイズ部門優勝、ベストヒューマノイドロボット賞[28]
- 2013年 - 上記ロボカップの成績で「ベストチーム・オブ・ザ・イヤー」受賞[37]
- 2018年 - 第5回立石賞（立石科学技術振興財団）[28]
- 2020年 - スタンフォード大学 メタ研究イノベーションセンター「世界の科学者における上位2％」選出[50]
- 2024年 - 2023年度日本機械学会賞（技術功績）「認知発達ロボティクスとロボカップの提唱推進とその拡張応用」[51]

## 社会的活動
- 特定非営利活動法人ロボカップ日本委員会 - 委員長[52]、フェロー（2018年）[29]
- ロボカップ国際委員会 - プレジデント（2008年まで）[53][54]、理事[54]
- NPOダ・ヴィンチミュージアムネットワーク - 理事長[22]
- 次世代ロボットエンジニア支援機構 - 顧問[55]

（学術団体）
- IEEE - フェロー（2005年）[53]、Administrative Committee AdCom Class of 2020[56] 、LIFE Fellow[29]
- 日本ロボット学会 - フェロー（2008年）[57]、名誉会員[29]
- 日本機械学会 - フェロー（2003年）[27]
- 日本赤ちゃん学会 - 理事[4]
ほか、情報処理学会や電子情報通信学会[1]、システム制御情報学会、計測自動制御学会[33]、日本こども学会、などの会員[58]。

## 主な著作

### 学位論文
- 『Understanding of three-dimensional motions in trihedral world』大阪大学〈博士学位論文（甲第2834号）〉、1982年3月25日。 NAID 500000264538。日本語題名『三面世界における三次元運動の理解』

### 解説
（認知発達ロボティクス・ロボット学関係）
- 「認知ロボティクスの目指すもの」『日本ロボット学会誌』第17巻第1号、1999年、2-6頁。- 石黒浩、國吉康夫との共著。
- 「認知発達ロボティクスによる身体・脳・心の理解と設計の試み」『心理学評論』第52巻第1号、2009年、5-19頁。
- 「認知発達ロボティクスによるパラダイムシフトは可能か？」『日本ロボット学会誌』第28巻第4号、2010年、375-379頁。
- 「情動発達ロボティクスによる人工共感設計に向けて」『日本ロボット学会誌』第32巻第8号、2014年、666-677号。
- 「親子間相互作用が結ぶ言の葉のはじめ－認知発達ロボティクスからのアプローチ－」『日本顎口腔機能学会雑誌』第22巻第2号、2016年、95-103頁。
- 「講演報告「再考（最高?）：ロボット學」」『日本ロボット学会誌』第39巻第1号、2021年、45-49頁。

（視覚・学習・知能関係）
- 「「動くこと」と「測量」―視覚を通じて―」『写真測量とリモートセンシング』第25巻第1号、1986年、64-76頁。- 辻三郎との共著。
- 「画像処理・コンピュータビジョン」『テレビジョン学会誌』第44巻第7号、1990年、889-894頁。- 中嶋正之、坂上勝彦との共著。
- 「行動獲得のためのリアルタイムビジョン」『日本ロボット学会誌』第13巻第3号、1995年、 351-354頁。
- 「ロボットの行動学習」『日本機械学会論文集C編』第62巻第602号、1996年、 3746-3751頁。
- 「手は口ほどに物をいい...」『日本ロボット学会誌』第18巻第6号、2000年、 807-808頁。
- 「ロボット群, ロボット―人間の協調動作の実現」『日本ロボット学会誌』第19巻第4号、2001年、452-457頁。- 池内克史との共著。
- 「知能化技術とロボット新産業創出の取り組み」『エレクトロニクス実装学会誌』第6巻第6号、2003年、 468-471頁。
- 「運動学習から行動学習・認知発達へ」『日本ロボット学会誌』第22巻第2号、2004年、 150-155頁。
- 「ロボット・サイエンス&テクノロジーを核とする国際公開共同実験都市構想『RoboCity CoRE』」『日本ロボット学会誌』第22巻第7号、2004年、833-838頁。- 石黒周との共著。
- 「共創知能から共創都市へ」『日本ロボット学会誌』第23巻第8号、2005年、 942-945頁。
- 「人工システムのココロ」『知能と情報』第21巻第5号、2009年、627頁。
- 「ミラーニューロンシステムが結ぶ身体性と社会性」『日本ロボット学会誌』第28巻第4号、386-393頁。
- 「共創知能システムプロジェクトの目指したもの」『日本ロボット学会誌』第30巻第1号、2012年、2-7頁。
- 「内発的動機付けによるエージェントの学習と発達」『計測と制御』第52巻第12号、2013年、1129-1135頁。
- 「人工痛覚が導く意識の発達過程としての共感、モラル、倫理」『哲学』第70号、2019年、14-34頁。
- 「自動運転車がハッキングされたらどうなるか」『東洋経済ONLINE』、2019年2月1日、1-3頁、2019年5月3日閲覧。
- 「なじみ社会構築に向けて：人工痛覚がもたらす共感，道徳，そして倫理」『日本ロボット学会誌』第37巻第4号、2019年、287-292頁。
- 「再考：人とロボットの自律性」『日本ロボット学会誌』第38巻第1号、2020年、7-12頁。
- 「ロボティクスと強化学習」『日本ロボット学会誌』第39巻第7号、2021年、575-580頁。

（ロボカップ関係）
- 「研究活動とロボットコンテスト (RoboCup)」『日本ロボット学会誌』第15巻第1号、1997年、 13-16頁。- 國吉康夫、野田五十樹、北野宏明との共著。
- 「学習によるロボットの行動獲得 ―サッカーで試みるロボカップへの挑戦―」『電気学会誌』第118巻第1号、1998年、21-24頁。- 鈴木昭二との共著。
- 「ロボカップ戦略 ― 研究プロジェクトとしての意義と価値 ―」『日本ロボット学会誌』第18巻第8号、2000年、 1081-1084頁。- 北野宏明との共著
- 「ロボカップ・ヒューマノイド・リーグ」『日本ロボット学会誌』第20巻第1号、2002年、24-29頁。- 北野宏明との共著。
- 「ロボカップの歴史と2002年への展望」『日本ロボット学会誌』第20巻第1号、2002年、 2-6頁。- 松原仁・北野宏明との共著。
- 「RoboCup中型リーグ研究事例紹介 ― 阪大Trackies ―」『日本ロボット学会誌』第20巻第1号、2002年、 43-44頁。- 高橋泰岳との共著。
- 「ロボカップの挑戦 : ヒューマノイドリーグの幕開け」『日本ファジィ学会誌』第14巻第6号、2002年、556-561頁。
- 「ロボカップサッカーにおける科学技術チャレンジ」『日本ロボット学会誌』第38巻第4号、2020年、323-330頁。

## 著書
（単著）
- 『ダイナミックシーンの理解』 電子情報通信学会 編、コロナ社、1994年、ISBN 4885521238
- 『ロボット未来世紀』 日本放送出版協会〈NHK 知るを楽しむ〉、2008年、ISBN 9784141895084。
- 『ロボットという思想 ―脳と知能の謎に挑む―』 日本放送出版協会〈NHKブックス1158〉、2010年、ISBN 9784140911587。
- 『浅田稔のAI研究道 ―人工知能はココロを持てるか―』近代科学社、2020年、ISBN 9784764906259。

（共著）
- 『身近になるロボット』 白井良明との共著、大阪大学出版会〈大阪大学新世紀セミナー〉、2001年、ISBN 4872591038。
- 『ロボットインテリジェンス』 國吉康夫との共著、岩波書店〈岩波講座ロボット学4〉、2006年、ISBN 4000112449。
- 『はじめてのロボット工学 ―製作を通じて学ぶ基礎と応用―』ロボット実技学習企画委員会 監修、石黒浩、大和信夫との共著、オーム社、2007年、ISBN 9784274203596。第2版、2019年、ISBN 9784274223402。

（編著）
- RoboCup-98 : Robot Soccer World Cup II. Minoru Asada, Hiroaki Kitano eds. Springer. (1999) ISBN 3540663207. [注釈 4]
- 『ロボットの行動学習・発達・進化 ―RoboCup soccer―』 浅田稔 編著、ロボカップ日本委員会 監修、共立出版、2002年、ISBN 4320120507。
- From animals to animats 10 : 10th International Conference on Simulation of Adaptive Behavior, SAB 2008, Osaka, Japan, July 7-12, 2008 : proceedings. Minoru Asada et.Al. eds. Springer. ISBN 9783540691334. [注釈 5]
- 『ロボットイノベーション ―「動き・かたち」と「思考」のサイエンス―』 浅田稔 編、日経サイエンス〈別冊日経サイエンス179〉、2011年、ISBN 9784532511791。
- 『ロボットからヒトを識る』 河合祐司との共編著、大阪大学出版会〈大阪大学総合学術博物館叢書14〉、2018年、ISBN 9784872595246。
- 『AI事典 第3版』中島秀之らとの共編、近代科学社、2019年、ISBN 9784764906044。

（分担執筆）
- 「ロボットが人間を超える日」『科学の最前線で研究者は何を見ているのか』 瀬名秀明 編集、日本経済新聞社、2004年、96-115頁、ISBN 4532164680。
- 『知能の謎 ―認知発達ロボティクスの挑戦―』 けいはんな社会的知能発生学研究会 編集、講談社〈ブルーバックスB1461〉、2004年、ISBN 4062574616[注釈 6]。
- 「2050年，サッカーロボットが人間のワールドカップチャンピオンに勝つ！」『大人のための「ロボット学」』、PHP研究所、2006年、195-223頁、ISBN 4-569-64208-X。
- 『人工知能とは』 松尾豊 編著、近代科学社、2016年、ISBN 9784764904897。
- 『進化言語学の構築 ―新しい人間科学を目指して―』 藤田耕司、岡ノ谷一夫 編、ひつじ書房、2012年、ISBN 9784894765948。
- 『これからの強化学習』 牧野貴樹、澁谷長史、白川真一 編著、森北出版、2016年、ISBN 9784627880313。
- 『人工知能 ―その到達点と未来―』中島秀之、丸山宏 編著、小学館、2018年、ISBN 9784093886222。